# Talbrücke Exterheide

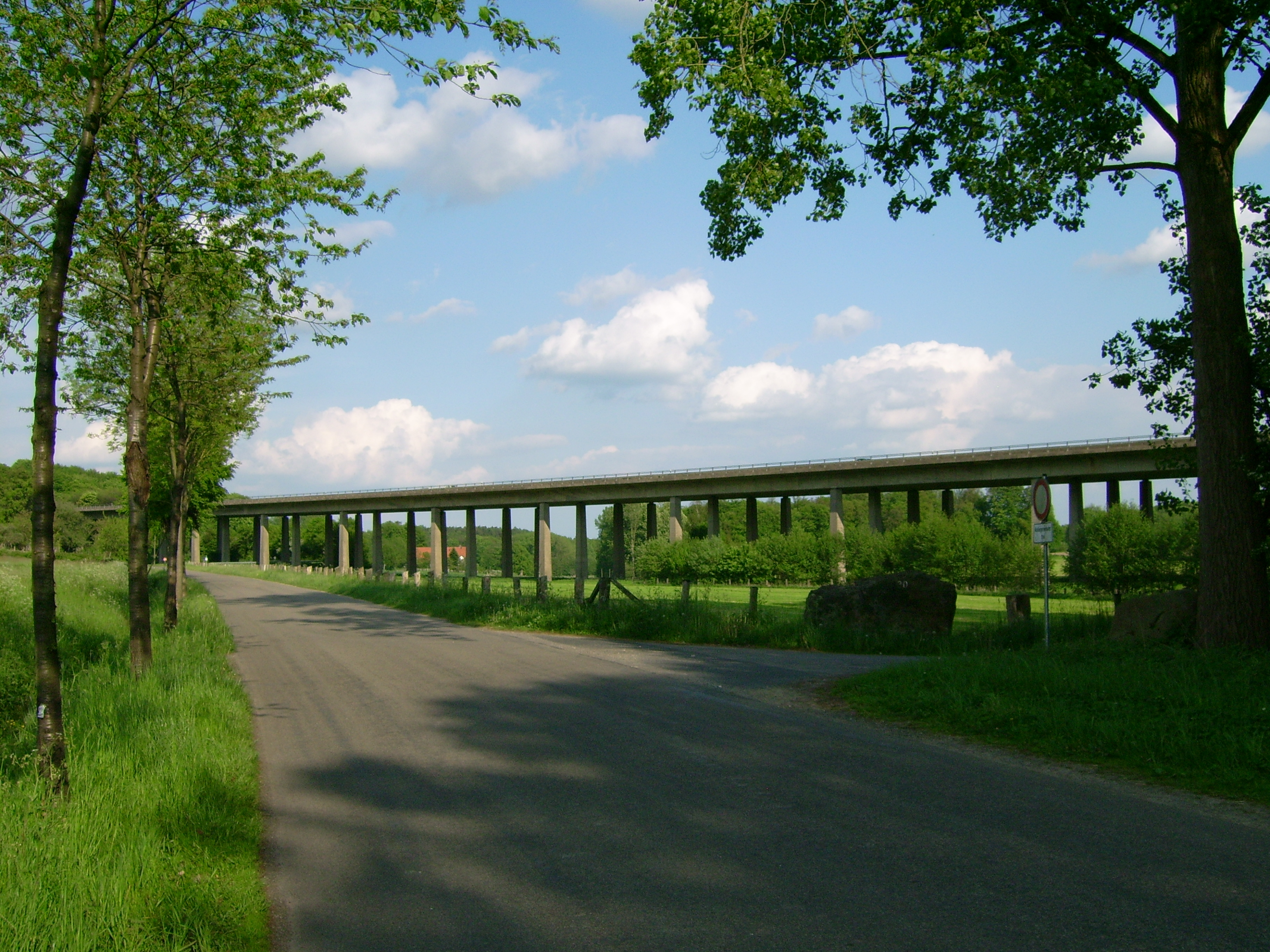
Ansicht der Brücke aus Jahr 1968 von Westen

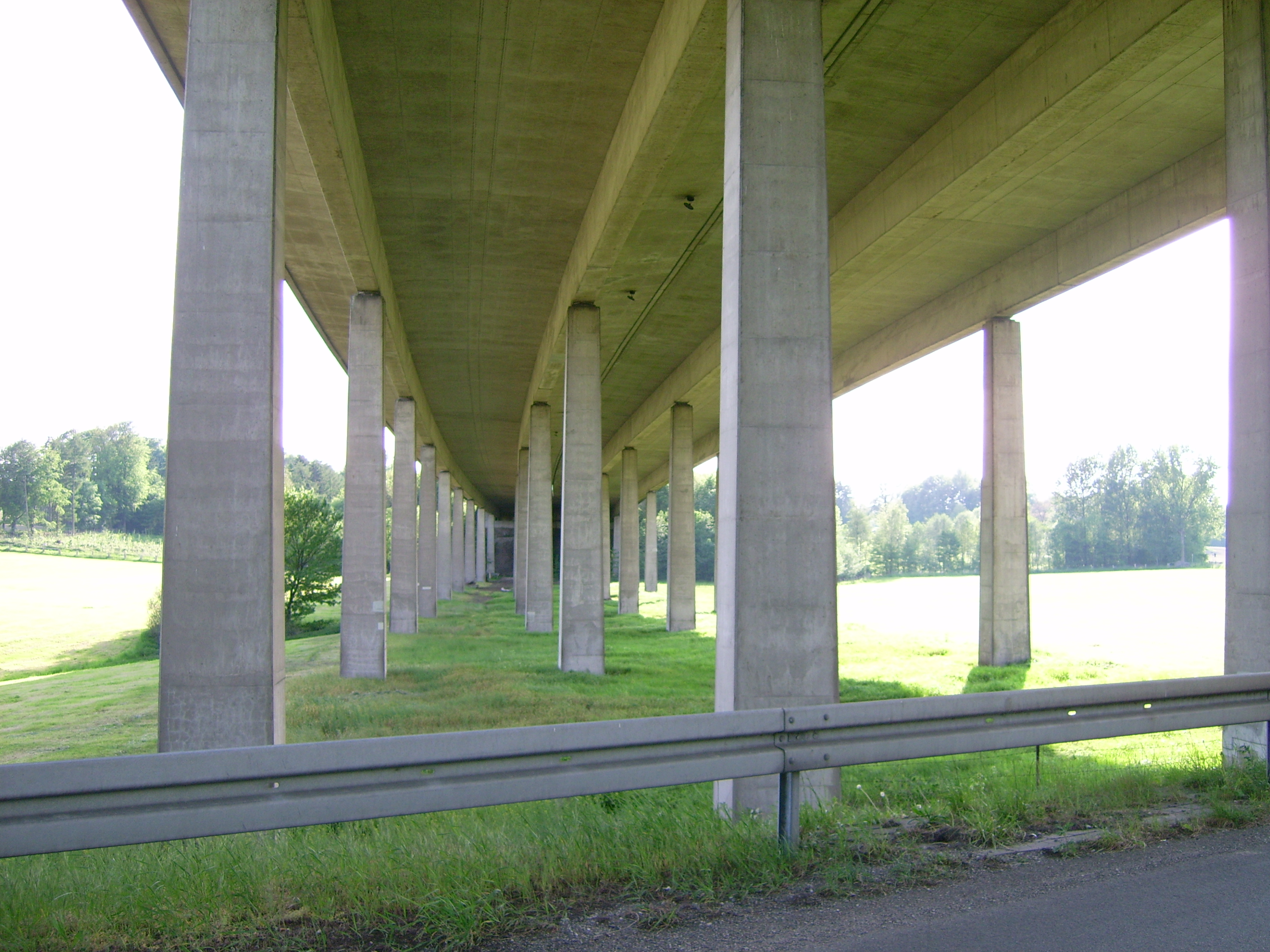
Ansicht der ersten Brücke von unten

Die Talbrücke Exterheide ist ein  Bauwerk der Autobahn 1 und liegt im Teutoburger Wald in Nordrhein-Westfalen. Die Spannbetonbalkenbrücke überquert mit 430 m Länge das Exterheider Tal nahe der Stadt Tecklenburg. Sie ist die längste Brücke im Streckenabschnitt der Hansalinie zwischen Bremen-Ost und Kamen. Am 14. November 1968 wurde sie dem Verkehr übergeben. Das sanierungsbedürftige Bauwerk wurde für den sechsstreifigen Ausbau der Bundesautobahn 1 von 2015 bis 2020 durch einen Neubau ersetzt.